# Lista över Färöarnas vice lagmän
Vice lagmannen (färöiska: varaløgmaðurin) är lagmannens (regeringschefens) fasta ställföreträdare i Färöarnas lagting.
| Period    | Namn                  | Parti                | Region         | Yrke              | Levnadsår |
| --------- | --------------------- | -------------------- | -------------- | ----------------- | --------- |
| 1948–1950 | Louis Zachariasen     | Sjálvstýrisflokkurin | Suðurstreymoy  | Televerksdirektör | 1890–1960 |
| 1950–1951 | Thorstein Petersen    | Fólkaflokkurin       | Suðurstreymoy  | Bankchef          | 1899–1960 |
| 1951–1954 | Rikard Long           | Fólkaflokkurin       | Suðurstreymoy  | Lärare            | 1889–1977 |
| 1954–1957 | Hákun Djurhuus        | Fólkaflokkurin       | Norðoyar       | Lärare            | 1908–1987 |
| 1957–1959 | Óla Jákup Jensen      | Fólkaflokkurin       | Norðurstreymoy | Köpman            | 1898–1991 |
| 1959–1963 | Kristian Djurhuus     | Sambandsflokkurin    | Suðuroy        | Regionchef        | 1895–1984 |
| 1963–1967 | Niels Winther Poulsen | Sjálvstýrisflokkurin | Sandoy         | Lärare            | 1902–1990 |
| 1967–1968 | Kristian Djurhuus     | Sambandsflokkurin    | Suðuroy        | Regionchef        | 1895–1984 |
| 1968–1970 | Jacob Lindenskov      | Javnaðarflokkurin    | Suðurstreymoy  | Försäkringsagent  | 1933–     |
| 1970–1975 | Peter F. Christiansen | Sambandsflokkurin    | Suðurstreymoy  | Tidningsdirektör  | 1923–     |
| 1975–1979 | Finnbogi Ísakson      | Tjóðveldisflokkurin  | Norðoyar       | Journalist        | 1943–2005 |
| 1981–1983 | Olaf Olsen            | Fólkaflokkurin       | Eysturoy       | Skeppsarbetare    | 1935–     |
| 1983–1985 | Anfinn Kallsberg      | Fólkaflokkurin       | Norðoyar       | Revisor           | 1947–     |
| 1985–1989 | Jógvan Durhuus        | Tjóðveldisflokkurin  | Norðurstreymoy | Brevbärare        | 1938–     |
| 1989–1991 | Signar Hansen         | Tjóðveldisflokkurin  | Eysturoy       | Lärare            | 1945–     |
| 1991–1993 | Jógvan Sundstein      | Fólkaflokkurin       | Suðurstreymoy  | Revisor           | 1933–     |
| 1993–1994 | Finnbogi Ísakson      | Tjóðveldisflokkurin  | Suðurstreymoy  | Journalist        | 1943–2005 |
| 1994–1996 | Jóannes Eidesgaard    | Javnaðarflokkurin    | Suðuroy        | Lärare            | 1951–     |
| 1996–1998 | Anfinn Kallsberg      | Fólkaflokkurin       | Norðoyar       | Räkenskapsförare  | 1947–     |
| 1998–2004 | Høgni Hoydal          | Tjóðveldisflokkurin  | Suðurstreymoy  | Journalist        | 1966–     |
| 2004–2008 | Bjarni Djurholm       | Fólkaflokkurin       | Suðurstreymoy  | Lärare            | 1957–     |
| 2008      | Høgni Hoydal          | Tjóðveldi            | Suðurstreymoy  | Journalist        | 1966–     |
| 2008–2011 | Jørgen Niclasen       | Fólkaflokkurin       | Vágar          | Affärsman         | 1969–     |
| 2011      | Jacob Vestergaard     | Fólkaflokkurin       | Suðuroy        | Polis             | 1961–     |
| 2011      | Aksel V. Johannesen   | Javnaðarflokkurin    | Norðoyar       | Advokat           | 1972–     |
| 2011–2015 | Annika Olsen          | Fólkaflokkurin       | Suðurstreymoy  | Lärare            | 1973–     |
| 2015–     | Høgni Hoydal          | Tjóðveldi            | Suðurstreymoy  | Journalist        | 1966–     |